# Inki Olsson
Ingrid (Inki) Olsson, född 7 december 1921 i Bath, Somerset, England, död 1 maj 2018 i Bromma, Sverige, var en svensk målare, tecknare och grafiker. 
Inki Olsson studerade konst vid Otte Sköld målarskola i Stockholm 1939-1940, och vid Konsthögskolan 1940-1945, där hon tilldelades Wohlfartska och Kinmansonska stipendierna. 
Hon hade en separatutställning i Ljungaverk 1949, och deltog i samlingsutställningar på Färg och Form i Stockholm 1948 och 1950.
Inki Olssons produktion var målningar i en kraftfull och tung måleristisk stil och hon sysslade därutöver med illustrationskonst och grafik. Bland annat illustrerade hon böckerna Naturen som hobby 1952 och A new English Reader 1954.